# Itoplectis lissus
Itoplectis lissus är en stekelart som beskrevs av Setsuya Momoi 1973. Itoplectis lissus ingår i släktet Itoplectis och familjen brokparasitsteklar. Inga underarter finns listade i Catalogue of Life.